# 水無瀨神宮
水無瀨神宮（日语：／）是位在日本大阪府三島郡島本町的神社。舊社格為官幣大社（現神社本廳的別表神社）。舊稱水無瀨宮。神社建立在後鳥羽天皇的離宮水無瀨殿（水無瀨離宮）跡，境內有環境廳認定｢名水百選」之一的｢離宮の水｣。

## 關連項目
- 石川五右衛門

## 外部連結
- 水無瀨神宮 （页面存档备份，存于）（島本町）